# آنخل مارتین گونزالس
آنخل مارتین گونزالس (انگلیسی: Ángel Martín González؛ زادهٔ ۲۸ آوریل ۱۹۶۴) بازیکن سابق فوتبال اهل اسپانیا است که بیشتر در پست هافبک دفاعی بازی می‌کرد.
وی همچنین در تیم‌های ملی فوتبال زیر ۱۸ سال اسپانیا و زیر ۲۱ سال اسپانیا بازی کرده‌است.